# Pilot Butte State Scenic Viewpoint
Der Pilot Butte State Scenic Viewpoint ist ein 40 ha großer State Park im Stadtgebiet von Bend im US-Bundesstaat Oregon. Der Berg besteht aus einem 1260 m hohen erloschenen Vulkankegel, der die Umgebung um 150 m überragt. Der Berg ist mit Ponderosa-Kiefern, Wacholder und Wüstenbeifuß bewachsen. Auf den Berg führt eine über 1,5 km lange Straße sowie mehrere Wanderwege. Der Gipfel des Bergs dient als Aussichtspunkt auf die Stadt Bend und die Berge der Kaskadenkette.

## Geschichte
Der Berg erhielt seinen Namen von den Pionieren in der Mitte des 19. Jahrhunderts, da der Vulkankegel als eine gute Orientierung zu einer Furt durch den Deschutes River diente. Auf alten Karten wird der alte Vulkankegel wegen seiner Farbe auch Red Butte bezeichnet, doch heute hat sich Name Pilot Butte durchgesetzt.
1928 stifteten F.R. Welles, Kempster B. Miller und Charles A. Brown, Bürger von Bend, das Gelände dem Staat im Andenken an ihren Freund und Kollegen Terrence Hardington Foley. Am Fuße des Bergs erinnert eine Gedenkplakette an Hardington Foley. In den letzten Jahren stiegen die Besucherzahlen stark an, so dass zurzeit etwa 750.000 Besucher jährlich auf den Gipfel steigen.

## Trivia
Der Berg ist ein beliebtes Ziel für Jogger und andere Sportler. Seit 1998 findet jährlich im September der Pilot Butte Challenge statt, ein Volkslauf über eine Meile auf den Gipfel des Pilot Butte.